# Словники України online
«Словники́ Украї́ни online» — вебсайт, який містить лексикографічну інформацію про слова української мови.
Сайт розташований за адресою https://lcorp.ulif.org.ua/dictua/ і є проєктом Українського мовно-інформаційного фонду НАН України.
Сайт розроблений на основі CD-версії (станом на січень 2011 — версія 3.2) електронного видання «Словники України».

## Електронне видання «Словники України»
Випуск здійснено відповідно до Указу Президента України від 7 серпня 1999 року «Про розвиток національної словникової бази».
Електронне видання «Словники України» складається з п’яти словникових підсистем-модулів — словозміни, транскрипції, синонімії, антонімії та фразеології.

### Генеральний реєстр
Основу генерального реєстру (близько 258 тис. слів) системи "Словники України" – 4.1 становить реєстр "Орфографічного словника української мови", 9-е видання (К.: Довіра, 2009), який практично повністю відтворено й значно розширено .

### Модуль «Словозміна»
Модуль «Словозміна» створено на основі розробленої в Українському мовно-інформаційному фонді НАН України словозмінної класифікації української лексики, в якій виділено за певними формальними ознаками понад 2000 парадигматичних класів для всіх відмінюваних повнозначних частин мови. Завдяки вказаній класифікації й розробленій процедурі парадигматизації побудовано повний перелік усіх граматичних форм для всіх лексичних одиниць, наведених у реєстрі. Це забезпечило візуалізацію усіх словоформ в усіх граматичних значеннях.
Загальна кількість словоформ для 258 тис. одиниць реєстру дорівнює близько 4 млн. У модулі «Словозміна» користувач, вибравши в реєстрі будь-яке слово, автоматично одержує в правому вікні екрана таблицю всіх словоформ для вибраної реєстрової одиниці з поданням їхніх граматичних параметрів.

### Модуль «Транскрипція»
Модуль «Транскрипція» забезпечує автоматизоване виведення за допомогою транскрипційних знаків інформації про артикуляцію усіх словоформ української лексики згідно із сучасною літературною вимовою. В основу модуля покладено інформацію, що міститься в «Орфоепічному словнику української мови» в 2-х томах, що вийшов у серії «Словники України» (том 1 — К.: Довіра, 2001, том 2 — К.: Довіра, 2003), а також класифікацію типів дистрибуції наголосів в українських словозмінних парадигмах, розроблену в Українському мовно-інформаційному фонді НАН України.

### Модуль «Синонімія»
Модуль «Синонімія» з достатньою повнотою подає синонімічне багатство української мови; він створений на основі «Словника синонімів української мови» у 2-х томах, який було випущено в серії «Словники України» (К.: Наукова думка, 1999—2000). Цей модуль містить синонімічні ряди (близько 9200), ядром кожного з яких виступає домінанта — лексична одиниця, що має найзагальніші для цього ряду семантичні особливості. Члени синонімічних рядів супроводжуються семантичними, граматичними та стилістичними характеристиками. Уживання синонімів ілюструється типовими для них контекстами — цитатним матеріалом із художньої, публіцистичної, наукової та іншої літератури або словосполученнями.

### Модуль «Антонімія»
Основна частина модуля «Антонімія» — словник антонімів, в якому подано 253 словникові статті. За змістом він відповідає «Словникові антонімів української мови», який вийшов в серії «Словники України» (К.: Довіра, 1999). Загалом у цьому модулі представлено близько 2000 компонентів антонімічних пар.

### Модуль «Фразеологія»
Модуль «Фразеологія» містить близько 56 тис. фразеологічних одиниць, які вживаються в сучасному українському мовленні. 
Основою цього модуля послужили «Фразеологічний словник української мови» у 2-х книгах (К.: Наукова думка, 1993; друге видання — К.: Наукова думка, 1999), а також новий «Словник фразеологізмів української мови», що вийшов у серії «Словники України» (К.: Наукова думка, 2003), де найповніше показано загальновживану фразеологію української мови й подано її всебічну лексикографічну характеристику.

## Зовнішні посилання
- Вебсайт «Словники України online»